# Spalgis georgi
Spalgis georgi är en fjärilsart som beskrevs av Hans Fruhstorfer 1919. Spalgis georgi ingår i släktet Spalgis och familjen juvelvingar. Inga underarter finns listade i Catalogue of Life.